# 埃绍富尔
埃绍富尔（法語：Échauffour，法語發音：[eʃofuʁ] ⓘ）是法国奥恩省的一个市镇，属于阿让唐区。

## 地理
埃绍富尔（48°44'27"N, 0°23'16"E）面积33.14 平方千米，位于法国诺曼底大区奧恩省，该省份为法国西北部内陆省份，北起顺时针与卡爾瓦多斯省、厄尔省、厄尔-卢瓦省、萨尔特省、马耶讷省和芒什省接壤。
与埃绍富尔接壤的市镇（或旧市镇、城区）包括：奥热尔、尚欧、普朗什、圣埃夫鲁树林圣母村、圣戈比日-圣科隆布、圣皮埃尔德洛日。

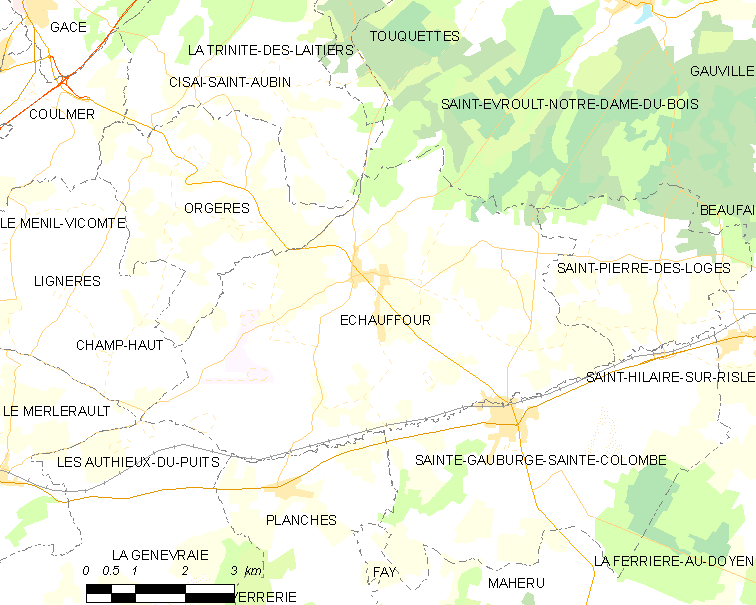
埃绍富尔的OSM定位图

埃绍富尔的时区为UTC+01:00、UTC+02:00（夏令时）。

## 行政
埃绍富尔的邮政编码为61370，INSEE市镇编码为61150。

## 政治
埃绍富尔所属的省级选区为赖村县。

## 人口

1962-2008年间埃绍富尔人口变化图示

埃绍富尔于2022年1月1日时的人口数量为730人。